# Creston (Washington)
Creston és una població dels Estats Units a l'estat de Washington. Segons el cens del 2000 tenia 232 habitants.

## Demografia
Segons el cens del 2000, Creston tenia 232 habitants, 115 habitatges, i 64 famílies. La densitat de població era de 203,6 habitants per km².
Dels 115 habitatges en un 20,9% hi vivien nens de menys de 18 anys, en un 47% hi vivien parelles casades, en un 7,8% dones solteres, i en un 43,5% no eren unitats familiars. En el 40,9% dels habitatges hi vivien persones soles el 22,6% de les quals corresponia a persones de 65 anys o més que vivien soles. El nombre mitjà de persones vivint en cada habitatge era de 2,02 i el nombre mitjà de persones que vivien en cada família era de 2,71.
Per edats la població es repartia de la següent manera: un 19,4% tenia menys de 18 anys, un 5,2% entre 18 i 24, un 21,1% entre 25 i 44, un 27,6% de 45 a 60 i un 26,7% 65 anys o més.
L'edat mediana era de 48 anys. Per cada 100 dones de 18 o més anys hi havia 79,8 homes.
La renda mediana per habitatge era de 25.417 $ i la renda mediana per família de 33.250 $. Els homes tenien una renda mediana de 30.833 $ mentre que les dones 18.750 $. La renda per capita de la població era de 13.830 $. Aproximadament el 15,4% de les famílies i el 20% de la població estaven per davall del llindar de pobresa.

## Poblacions més properes
El següent diagrama mostra les poblacions més properes.